# Callisia fragrans
Callisia fragrans är en himmelsblomsväxtart som först beskrevs av John Lindley, och fick sitt nu gällande namn av Robert Everard Woodson. Callisia fragrans ingår i släktet sköldpaddstuvor, och familjen himmelsblomsväxter. Inga underarter finns listade.

## Bildgalleri

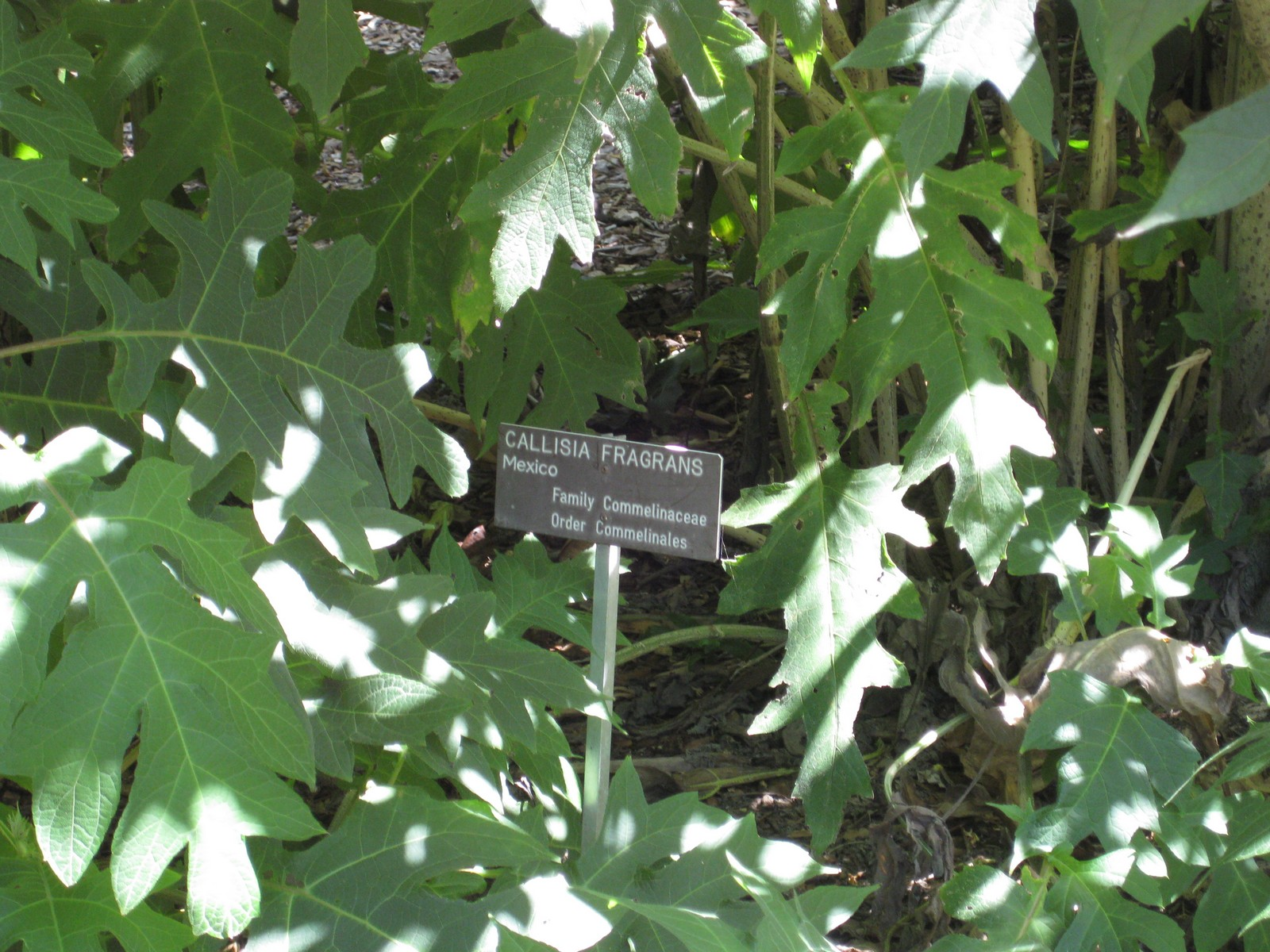
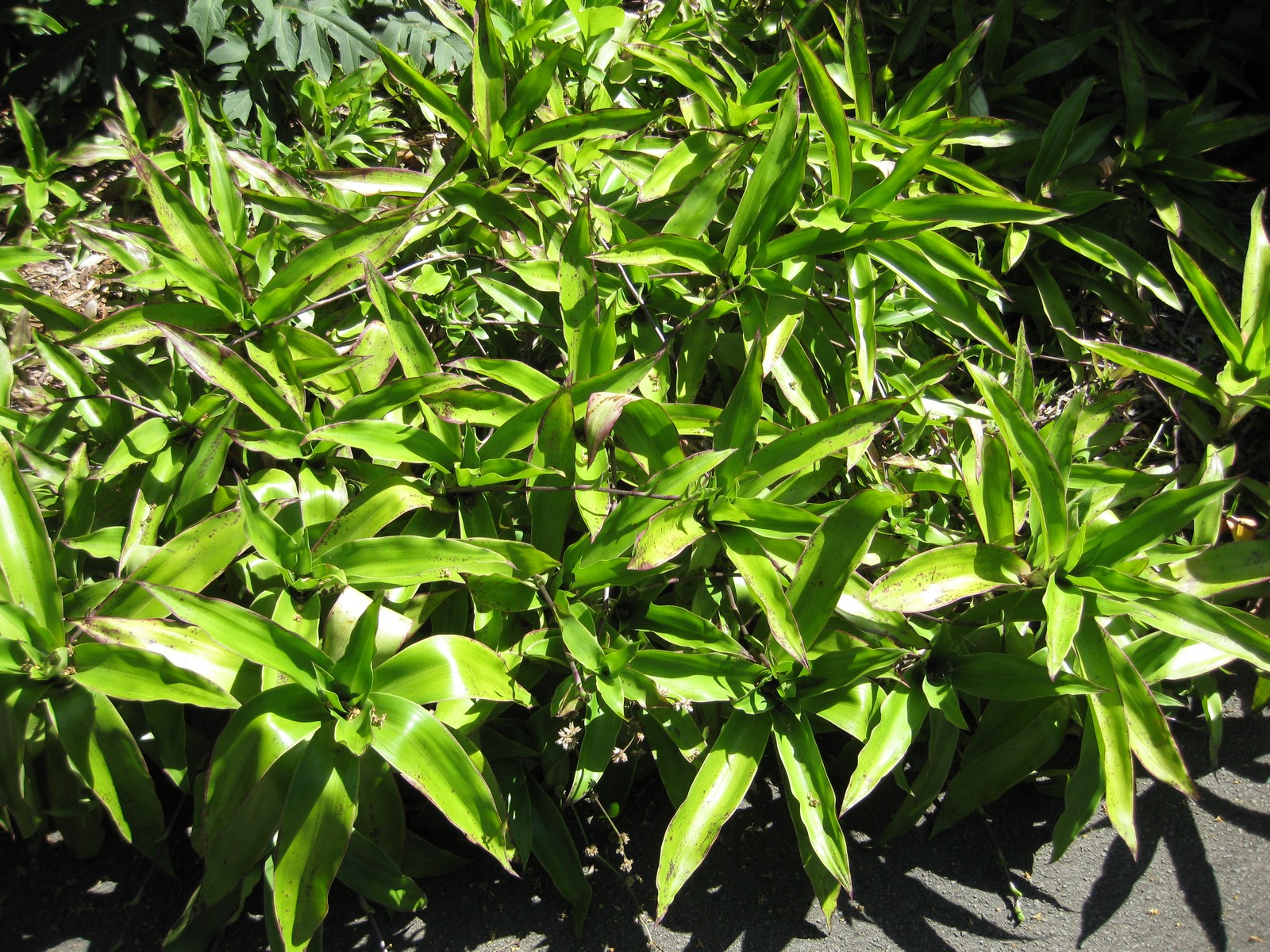
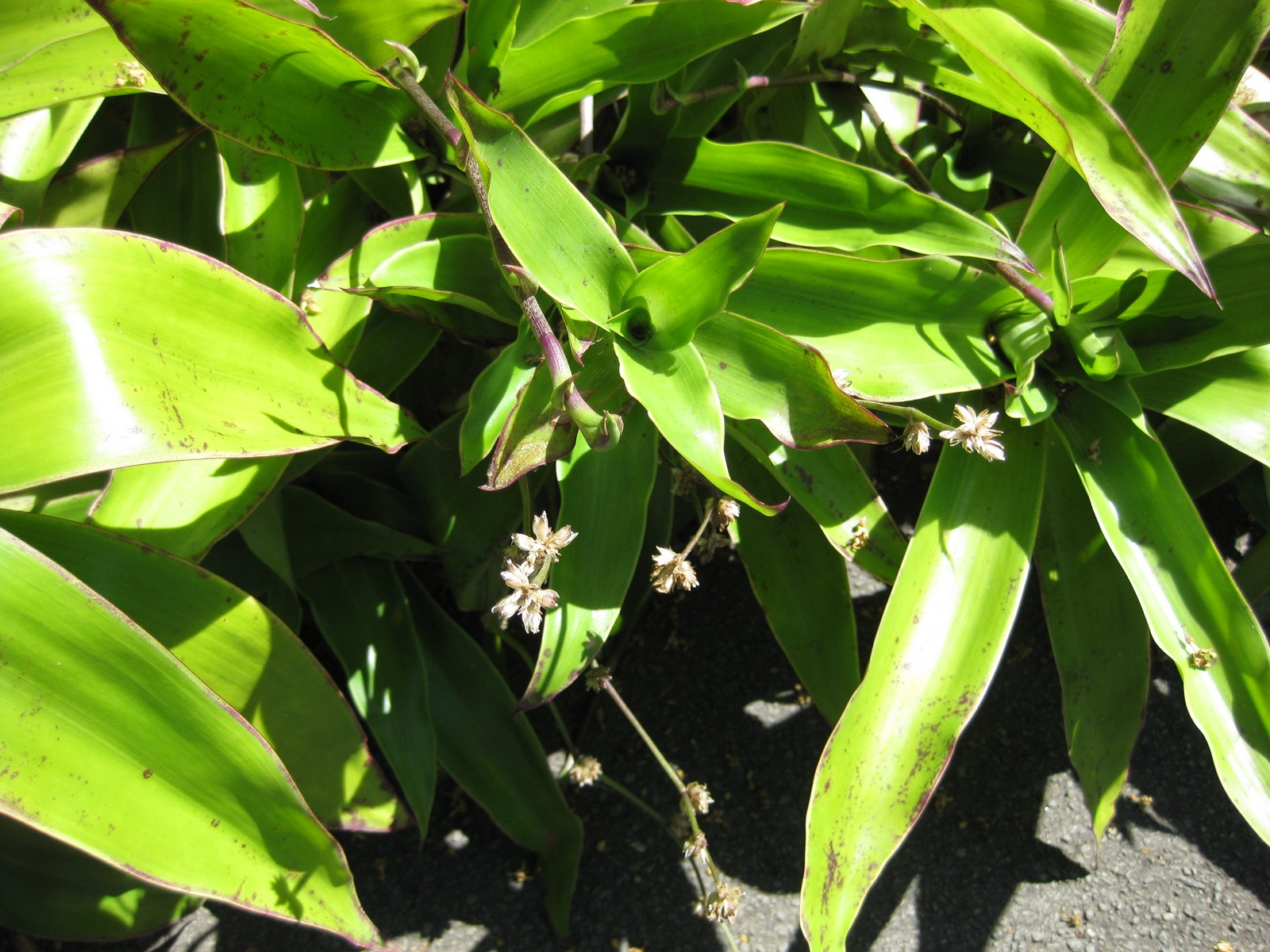
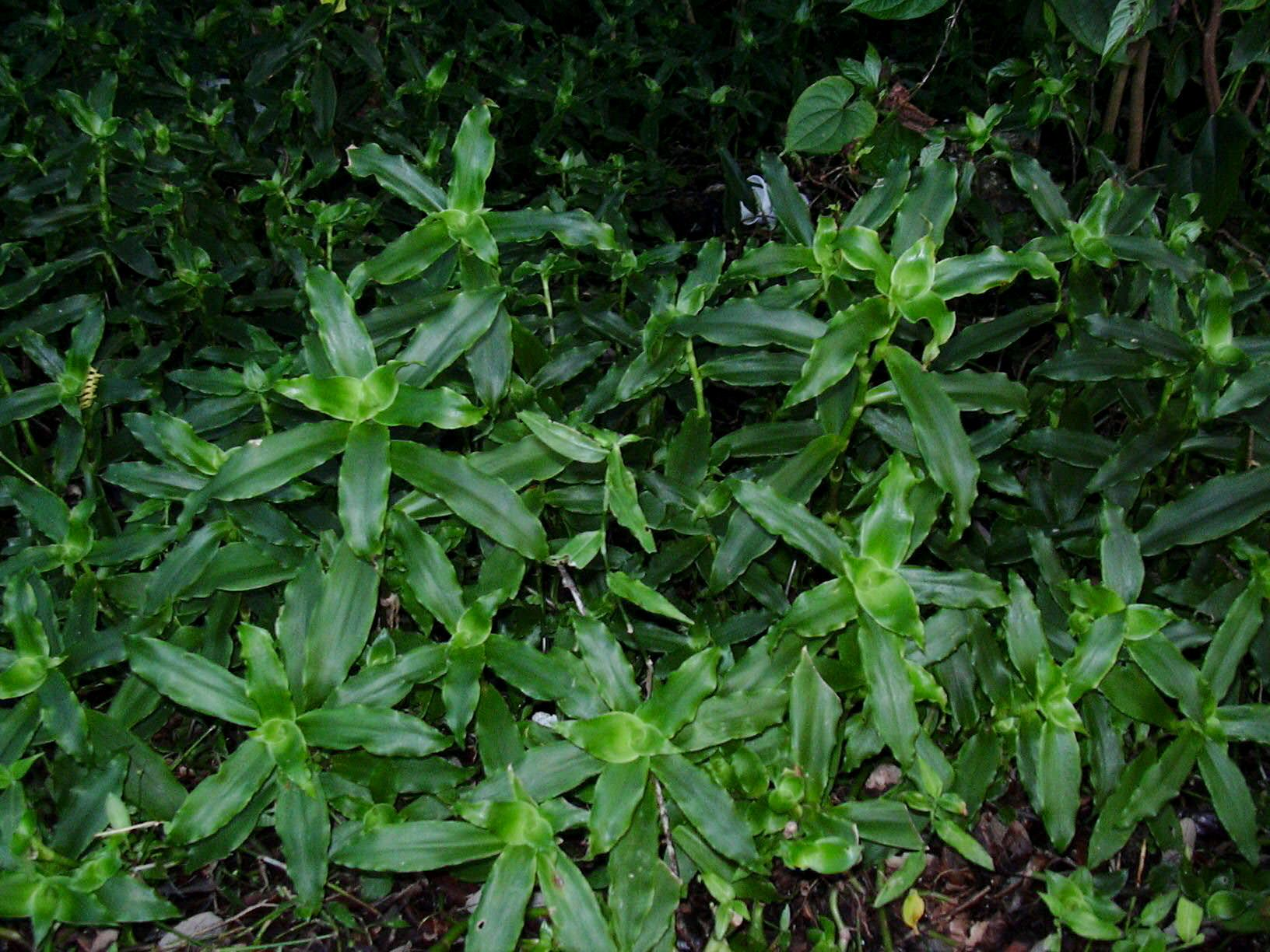
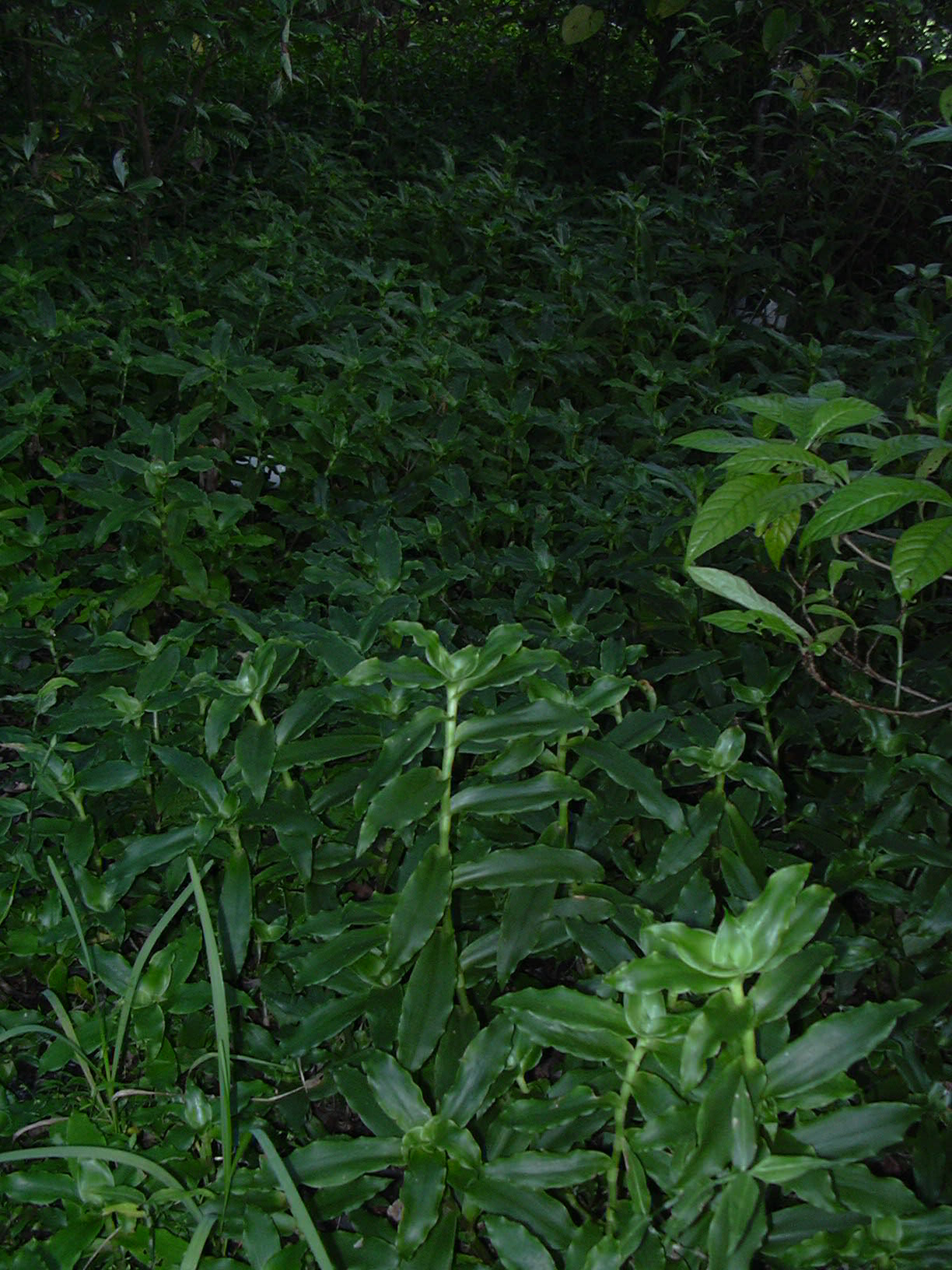